# Dictyna palmgreni
Dictyna palmgreni là một loài nhện trong họ Dictynidae. Loài này được tìm thấy ở Nga và Phần Lan. Chúng được miêu tả năm 2011 bởi Marusik & Fritzén.